# Mousseaux-lès-Bray
Mousseaux-lès-Bray és un municipi francès, situat al departament de Sena i Marne i a la regió de Illa de França. L'any 2007 tenia 660 habitants.
Forma part del cantó de Provins, del districte de Provins i de la Comunitat de comunes Bassée-Montois.

## Demografia

### Població
El 2007 la població de fet de Mousseaux-lès-Bray era de 660 persones. Hi havia 254 famílies, de les quals 52 eren unipersonals (32 homes vivint sols i 20 dones vivint soles), 75 parelles sense fills, 107 parelles amb fills i 20 famílies monoparentals amb fills.
La població ha evolucionat segons el següent gràfic:
Habitants censats

### Habitatges
El 2007 hi havia 279 habitatges, 252 eren l'habitatge principal de la família, 7 eren segones residències i 21 estaven desocupats. 271 eren cases i 8 eren apartaments. Dels 252 habitatges principals, 202 estaven ocupats pels seus propietaris, 45 estaven llogats i ocupats pels llogaters i 5 estaven cedits a títol gratuït; 8 tenien dues cambres, 44 en tenien tres, 74 en tenien quatre i 126 en tenien cinc o més. 218 habitatges disposaven pel capbaix d'una plaça de pàrquing. A 104 habitatges hi havia un automòbil i a 131 n'hi havia dos o més.

### Piràmide de població
La piràmide de població per edats i sexe el 2009 era:
| Homes | Edats   | Dones |
| ----- | ------- | ----- |
| 0     | 95 o +  | 0     |
| 4     | 90 a 94 | 0     |
| 0     | 85 a 89 | 8     |
| 4     | 80 a 84 | 4     |
| 4     | 75 a 79 | 8     |
| 12    | 70 a 74 | 12    |
| 20    | 65 a 69 | 24    |
| 8     | 60 a 64 | 16    |
| 12    | 55 a 59 | 8     |
| 24    | 50 a 54 | 12    |
| 24    | 45 a 49 | 36    |
| 24    | 40 a 44 | 8     |
| 40    | 35 a 39 | 40    |
| 16    | 30 a 34 | 24    |
| 4     | 25 a 29 | 4     |
| 8     | 20 a 24 | 8     |
| 16    | 15 a 19 | 24    |
| 36    | 10 a 14 | 36    |
| 24    | 5 a 9   | 20    |
| 12    | 0 a 4   | 12    |

## Economia
El 2007 la població en edat de treballar era de 428 persones, 320 eren actives i 108 eren inactives. De les 320 persones actives 298 estaven ocupades (153 homes i 145 dones) i 22 estaven aturades (8 homes i 14 dones). De les 108 persones inactives 35 estaven jubilades, 47 estaven estudiant i 26 estaven classificades com a «altres inactius».

### Ingressos
El 2009 a Mousseaux-lès-Bray hi havia 266 unitats fiscals que integraven 735,5 persones, la mediana anual d'ingressos fiscals per persona era de 17.738 €.

### Activitats econòmiques
Dels 19 establiments que hi havia el 2007, 1 era d'una empresa extractiva, 1 d'una empresa de fabricació d'altres productes industrials, 1 d'una empresa de construcció, 7 d'empreses de comerç i reparació d'automòbils, 1 d'una empresa de transport, 1 d'una empresa d'hostatgeria i restauració i 7 d'empreses de serveis.
Dels 8 establiments de servei als particulars que hi havia el 2009, 3 eren tallers de reparació d'automòbils i de material agrícola, 1 paleta, 3 veterinaris i 1 restaurant.
Dels 2 establiments comercials que hi havia el 2009, 1 era un hipermercat i 1 una joieria.
L'any 2000 a Mousseaux-lès-Bray hi havia 11 explotacions agrícoles.

## Equipaments sanitaris i escolars
El 2009 hi havia una escola elemental integrada dins d'un grup escolar amb les comunes properes formant una escola dispersa.

## Poblacions més properes
El següent diagrama mostra les poblacions més properes.